# Dibrachys cavus
Dibrachys cavus är en stekelart som först beskrevs av Walker 1835.  Dibrachys cavus ingår i släktet Dibrachys och familjen puppglanssteklar. Arten är reproducerande i Sverige. Inga underarter finns listade i Catalogue of Life.